# Finlands konstakademi
Finlands konstakademi (finska: Suomen taideakatemia) är en finländsk konstinstitution, vilken grundades 1922.
Konstakademin leds av en styrelse med tolv 12 medlemmar, som har en mandatperiod på tre år, och representerar Helsingfors stad, Finska Konstföreningen och olika konstnärsförbund, vartill kommer tre av styrelsen koopterade medlemmar.

## Historik
Verksamheten ombildades 1940, då Stiftelsen Finlands konstakademi bildades av finländska staten, Helsingfors stad och Finska Konstföreningen med syfte att ansvara för Finska konstföreningens skolor i Helsingfors och Åbo, samt museiverksamhet i Ateneum och Konstmuseet Sinebrychoff. Från 1956 tillkom utställningsverksamhet. Akademins första president var Oskari Mantere.
Finlands konstakademi drev museerna till 1990, då de övertogs av staten. De ligger nu under Stiftelsen Finlands Nationalgalleri.
Ordförande är sedan december 2019 Mauri Ylä-Kotola.

## Finlands konstakademis skola
Från 1939 var Finlands Konstakademi huvudman för Finska Konstföreningens ritskola i Helsingfors, som grundats 1846 av Finska Konstföreningen. Den namnändrades då till Finlands konstakademis skola och förstatligades 1985. Undervisningen skedde i Ateneums byggnad.

## Finlands konstakademis pris
Finlands konstakademis pris har utdelats i samarbete med Esbo moderna kostmuseum museum (Emma) sedan 2013. Det delas ut vartannat år och 25 000 euro samt genomförandet av en separatutställning och publikation av en bok.
Priset utdelas till en ung finländsk konstnär som ännu inte erhållit något större pris i Finland. 

### Pristagare
- 2013 – Tuomas Laitinen (född 1976)[5]
- 2015 – Camilla Vuorenmaaa (född 1979)[6]
- 2017 – Outi Pieski[7]
- 2019 – Aaron Heino[8]